# Павлова Гора
Павлова Гора — посёлок в Ростовском районе Ярославской области. Входит в состав сельского поселения Петровское. .

## География
Расположен в 10 км к югу от рабочего посёлка Петровское и в 30 км к юго-юго-западу от Ростова.

## Инфраструктура
В посёлке есть котельная, продуктовый магазин. В кирпичных домах есть холодное водоснабжение, проведено электричество и отопление. В старых деревянных домах есть только электричество и отопление.

## Население
| 2007 | 2010 |
| ---- | ---- |
| 180  | ↘148 |

Большую часть населения составляют дачники. 

## Достопримечательности
Памятник землякам, погибшим в годы Великой Отечественной войны.